# Scathophaga tinctinervis
Scathophaga tinctinervis är en tvåvingeart som först beskrevs av Becker 1894.  Scathophaga tinctinervis ingår i släktet Scathophaga och familjen kolvflugor. Inga underarter finns listade i Catalogue of Life.